# Fifty Fifty
Fifty Fifty (em coreano: 피프티 피프티; romaniz.: Pipeuti Pipeuti (Romanização revisada)) é um girl group sul-coreano formado e gerenciado pela Attrakt. O grupo é composto por cinco integrantes: Keena, Chanelle Moon, Yewon, Hana e Athena. Originalmente era composto por quatro integrantes, mas Saena, Aran e Sio deixaram o grupo em outubro de 2023, após o comunicado da Attrakt anunciando o término de seus contratos. O grupo fez sua estreia oficial em 18 de novembro de 2022, com seu primeiro Digital single "Higher" do primeiro extended play The Fifty. Em 2023, elas assinaram com a Warner Records.

## Nome
O nome do grupo, Fifty Fifty, significa "50 ideal vs. 50 realidade", que transmite a mensagem de que existe 50% de chance de realidade e 50% de chance de sonho, e também elas esperam ser totalmente 100 com os fãs. Definido pela agência como um "ideal brilhante e cheio de esperança que coexiste na vida com uma realidade dolorosa e cheia de dificuldades, o álbum que Fifty Fifty apresentará contém uma vaga ansiedade sobre o futuro e uma emocionante antecipação simultaneamente."

## História

### Atividades Pré-debut
Antes da estreia oficial, Saena foi uma concorrente no Dancing High, concurso de dança da KBS . Ela integrou o time do Hoya

### 2022: Introdução e Estreia comThe Fifty
Em 14 de novembro de 2022, Fifty Fifty anunciou que estrearia em novembro de 2022, lançando a imagem oficial do logotipo do grupo postada em todas as contas de mídia social do grupo. No mesmo dia, um videoclipe de pré-lançamento para a música "Lovin Me" foi lançado em seu canal oficial no YouTube. As integrantes foram reveladas no dia 15 de novembro através da foto conceitual de seu álbum de estreia, que revelou os nomes e a data de estreia, e fotos oficiais das integrantes pela primeira vez. Um vídeo de performance da música "Log In" também foi lançado no mesmo dia.
Fifty Fifty lançou seu EP de estreia The Fifty em 18 de novembro de 2022, com "Higher" servindo como faixa-título. O álbum contém a primeira jornada de garotas que anseiam por liberdade além do caos da realidade e eventualmente seguem para uma utopia. É composto por quatro faixas – "Higher", que tem um sentimento pop R&B que canta sobre o mundo do êxtase e dos sonhos, "Tell Me", uma música city-pop, "Lovin Me", que transmite uma mensagem de conforto aos jovens que estão passando por dores de crescimento, e "Log In", que expressa os movimentos de garotas que se rebelam para escapar do sufocante mundo real com performances intensas. As promoções do primeiro EP começaram em 22 de novembro com sua estreia nos programas de show de música The Show da SBS e finalizaram no Music Bank da KBS em 2 de dezembro. Suas apresentações de estreia deixaram uma forte impressão com comentários positivos sobre suas apresentações vocais ao vivo e receberam elogios de fãs na Índia e na Indonésia. O EP não entrou no Circle Album Chart ao ser lançado, mas estreou em 44 nas paradas com 2,597 vendas. A revista crítica coreana IZM avaliou o álbum com 4,5 de 5 estrelas, a classificação mais alta que a revista já deu a um girl group. O escritor, Son Seung-geun, opinou que Fifty Fifty "é um bom exemplo do que acontece quando grandes canções e bons cantores se encontram. Graças a elas, a Coreia tem mais um bom grupo de garotas."

### 2023: Sucesso deCupid e disputa legal com Attrakt
Em 24 de fevereiro de 2023, o grupo lançou seu primeiro single álbum, The Beginning: Cupid, junto com o videoclipe da faixa-título "Cupid". A música, com versões em coreano e inglês, mostra Keena escrevendo parte da letra em coreano. O crítico musical Kim Yoon-ha observou como "Cupid" destacou os vocais, colocando-os em primeiro plano em vez de considerar a voz como um dos vários instrumentos, afirmando que essa abordagem a lembrou das canções coreanas do final dos anos 2000, em vez do K-pop moderno. So Seung-geun do IZM deu à música 4,5 de 5 estrelas, escrevendo que Fifty Fifty havia encontrado sua própria cor.
A versão Twin de "Cupid", em inglês, após tornar-se viral na rede social TikTok, está alavancando o reconhecimento do grupo na Coreia do Sul, Estados Unidos e no mundo, o grupo alcançando mais de trinta e seis milhões de ouvintes mensais na plataforma de streaming Spotify, além de ocupar o topo das paradas internacionais. No dia 27 de março o grupo se tornou o sexto grupo de K-POP e o mais rápido a emplacar uma musica na Billboard Hot 100, com apenas 113 dias desde o seu debut. No dia 25 de maio, foi anunciado que o grupo fará parte da trilha sonora do filme Barbie com a canção intitulada “Barbie Dreams” em parceria com a rapper americana Kali. Sob alegação de violação de obrigações contratuais, negligência médica e falta de transparência das finanças, as membros do grupo entraram com uma ação legal contra a empresa Attrakt para suspender seus contratos. Ainda, a Attrakt acusou a Warner Music Korea e o CEO de desenvolvimento criativo Ahn Sung-il de tentarem fazer as membros violar o contrato para assinar com outra agência. Devido a todas as disputas, foram cancelados contratos de publicidade, bem como aparições em festivais como KCON LA 2023 em Agosto. As filmagens para o vídeo da música "Barbie Dreams" da trilha sonora do filme Barbie lançada no dia 6 de julho também foram afetadas. Em 17 de outubro, uma das integrantes, Keena, desistiu do processo contra a Attrakt. No dia 23 de outubro, a agência anunciou a rescisão dos contratos de exclusividade de três das integrantes Saena, Sio e Aran.

### 2024-presente: Reorganização como grupo de 5 membros
Em 8 de janeiro a agência confirmou que audições foram feitas para entrada de novas integrantes ao Fifty Fifty junto de Keena. Uma dessas audições entre os meses de janeiro e fevereiro de 2024 foi programada para acontecer na região do Sudeste Asiático, em Singapura e na Tailândia. com o CEO da empresa Jeon Hong-joon e o cantor de K-pop singapurense David Yong compondo-as como parte do painel de jurados.
No dia 3 de fevereiro de 2024, a primeira audição presencial aconteceu em Kallang, Singapura, contando com 120 jovens de diversas nacionalidades. Uma rodada final foi realizada na Tailândia em 17 de fevereiro para a seleção de três ou quatro membros para compor o grupo. Outras audições foram feitas no Japão e na Coreia do Sul. Houve uma tentativa de relançamento do Fifty Fifty marcada para junho de 2024. Foi reportado que três jovens singapurenses com idades de 16, 21 e 23 foram selecionadas para a rodada final entre 30 ou mais candidatas. No dia 11 de março, as três ex-membros perderam a ação movida contra a agência por quebra de confiança, após a polícia decidir por arquivar as investigações da Attrakt quanto as acusações de peculato, não achando evidencia de suspeita de atividade criminal no caso. Ao mesmo tempo, a Attrakt anunciou o relançamento do grupo em junho ou julho de 2024.
Em 14 de junho, foi confirmado que o Fifty Fifty retornaria em setembro de 2024 como um grupo de cinco membros, contando com quatro novas membros se juntando a composição junto a Keena. Um single pré-lançamento foi também confirmado para uma data anterior ao retorno oficial.

## Integrantes
- Keena (hangul: 키나), nascida Song Ja-kyung (hangul: 송자경) em 09 de julho de 2002 (22 anos) em Dong-gu,Daejeon, Coreia do Sul. É rapper e vocalista.[32]
- Chanelle (hangul: 샤넬), nascida Chanelle Moon Thomas, nome coreano Moon Chanelle (hangul: 문샤넬) em 14 de junho de 2003 (21 anos) em Los Angeles, Estados Unidos.
- Yewon (hangul: 예원), nascida Son Ye-won (hangul: 손예원) em 18 de março de 2005 (19 anos) em Mapo-gu, Seul, Coreia do Sul.
- Hana (hangul: 하나), nascida Lim Ha-ram (hangul: 임하람) em 5 de setembro de 2006 (18 anos) em Seul, Coreia do Sul.
- Athena (hangul: 아테나), nascida Athena Yang, nome coreano Yang Athena (hangul: 양아테나) em 15 de março de 2007 (18 anos) em Estocolmo, Suécia.

### Ex-Integrantes
- Saena (hangul: 새나), nascida Jung Se-hyun (hangul: 정세현) em 12 de março de 2004 (21 anos) em U-dong, Haeundae-gu, Busan, Coreia do Sul.

- Aran (hangul: 아란), nascida Jeong Eun-ah (hangul: 정은아) em 11 de outubro de 2004 (20 anos) em Sadang-dong, Dongjak-gu, Seul, Coreia do Sul.
- Sio (hangul: 시오), nascida Jeong Ji-ho (hangul: 정지호) em 06 de outubro de 2004 (20 anos) em Iksan, Jeollabuk-do, Coreia do Sul.

## Discografia

### Compilation albums
| Lista de álbuns-compilação, com detalhes selecionados, posições nas tabelas e vendas     | |                   |
| Título                                                                                   | Detalhes do álbum | Melhores posições |
| Título                                                                                   | Detalhes do álbum | US World          |
| The Beginning                                                                            | - Data de Lançamento: 22 de Setembro de 2023 - Gravadora: Attrakt - Formato: CD, digital download, streaming Lista de Faixas 1. "Cupid" ("Twin" version) 2. "Cupid" ("Twin" version, featuring Sabrina Carpenter) 3. "Lovin' Me" 4. "Tell Me" 5. "Higher" 6. "Log In" 7. "Cupid" 8. "Cupid" ("Twin" version, live studio ver. OT4) 9. "Lovin' Me" (live studio ver. OT4) 10. "Tell Me" (live studio ver. OT4) 11. "Cupid" ("Twin" version, sped up) | 5                 |
| "—" indica uma gravação que não entrou nas paradas ou não foi lançada naquele território | |                   |

### Extended plays (EPs)
| Título                                                                                   | Detalhes do álbum | Melhores posições | Vendas     |
| Título                                                                                   | Detalhes do álbum | KOR               | Vendas     |
| ---------------------------------------------------------------------------------------- | --- | ----------------- | ---------- |
| The Fifty                                                                                | - Data de Lançamento: 18 de Novembro de 2022 - Gravadora: Attrakt - Formato: CD, digital download, streaming Lista de Faixas 1. Tell me 2. Lovin' me 3. Higher 4. Log in                                                            | - 44              | - : 7.997  |
| Love Tune                                                                                | - Data de Lançamento: 20 de Setembro de 2024 - Gravadora: Attrakt - Formato: CD, digital download, streaming Lista de Faixas 1. Push Your Love 2. Starry Night 3. Starry Night - ENG Version 4. SOS 5. SOS - ENG Version 6. Gravity | - 11              | - : 38.065 |
| "—" indica uma gravação que não entrou nas paradas ou não foi lançada naquele território | |                   |            |

### Álbuns
| Título                                                                                   | Detalhes do álbum | Melhores posições | Vendas   |
| Título                                                                                   | Detalhes do álbum | KOR               | Vendas   |
| ---------------------------------------------------------------------------------------- | --- | ----------------- | -------- |
| The Beginning: Cupid                                                                     | - Data de Lançamento: 24 de Fevereiro de 2023 - Gravadora: Attrakt - Formato: CD, digital download, streaming Lista de Faixas 1. Cupid 2. Cupid - Twin Vers. 3. Cupid Instrumental | - 11              | - 37.390 |
| Winter Glow                                                                              | - Data de Lançamento: 9 de Dezembro de 2024 - Gravadora: Attrakt - Formato: Digital download, streaming Lista de Faixas 1. When You Say My Name 2. Naughty or Nice                 | —                 | —        |
| "—" indica uma gravação que não entrou nas paradas ou não foi lançada naquele território | |                   |          |

### Singles
| Título                                                                                   | Ano  | Melhores posições | Melhores posições | Melhores posições | Melhores posições | Melhores posições | Melhores posições | Melhores posições | Melhores posições | Melhores posições | Melhores posições | Melhores posições | Melhores posições | Vendas                                                | Certificações                                                   | Álbum                |
| Título                                                                                   | Ano  | KOR               | KOR Songs         | AUS               | CAN               | NZ                | SGP               | VIE               | UK                | US                | US World          | WW                | WW Exclu. US      | Vendas                                                | Certificações                                                   | Álbum                |
| ---------------------------------------------------------------------------------------- | ---- | ----------------- | ----------------- | ----------------- | ----------------- | ----------------- | ----------------- | ----------------- | ----------------- | ----------------- | ----------------- | ----------------- | ----------------- | ----------------------------------------------------- | --------------------------------------------------------------- | -------------------- |
| "Higher"                                                                                 | 2022 | 191               | —                 | —                 | —                 | —                 | —                 | —                 | —                 | —                 | —                 | —                 | —                 | —                                                     | —                                                               | The Fifty            |
| "Cupid"                                                                                  | 2023 | 7                 | 3                 | 2                 | 6                 | 1                 | 1                 | 1                 | 8                 | 17                | 2                 | 2                 | 1                 | - WW: 4,000 - CAN: 240,000 - NZ: 30,000 - AUS: 70,000 | - MC: 3× Platina - RMNZ: Platina - ARIA: 2× Platina - BPI: Ouro | The Beginning: Cupid |
| "Starry Night"                                                                           | 2024 | 105               | —                 | —                 | —                 | —                 | —                 | —                 | —                 | —                 | —                 | —                 | —                 | —                                                     | —                                                               | Love Tune            |
| "SOS"                                                                                    | 2024 | 79                | —                 | —                 | —                 | —                 | —                 | —                 | —                 | —                 | 7                 | —                 | —                 | —                                                     | —                                                               | Love Tune            |
| "When You Say My Name"                                                                   | 2024 | —                 | —                 | —                 | —                 | —                 | —                 | —                 | —                 | —                 | —                 | —                 | —                 | —                                                     | —                                                               | Winter Glow          |
| "—" indica uma gravação que não entrou nas paradas ou não foi lançada naquele território |      |                   |                   |                   |                   |                   |                   |                   |                   |                   |                   |                   |                   |                                                       |                                                                 |                      |

### Singles promocionais
| Título                                | Ano  | Melhores posições | Melhores posições | Álbum                  |
| Título                                | Ano  | COR Down.         | NZ Hot            | Álbum                  |
| ------------------------------------- | ---- | ----------------- | ----------------- | ---------------------- |
| "Barbie Dreams" (parceria com Kaliii) | 2023 | 81                | 18                | Barbie (trilha sonora) |

## Videografia

### Videoclipes
| Título             | Ano  | Diretor(es)                                     | Duração | Ref.   |
| ------------------ | ---- | ----------------------------------------------- | ------- | ------ |
| "Lovin' Me"        | 2022 | Byunghak Park, Sujung Lee                       | 4:22    | [ 56 ] |
| "Log In"           | 2022 | Jin Juyi, Moon MinJoo (Zanybros, Rollcam Media) | 3:54    | [ 57 ] |
| "Higher"           | 2022 | Naive Creative Production                       | 4:14    | [ 58 ] |
| "Tell Me"          | 2022 | Danny JY Lee                                    | 3:38    | [ 59 ] |
| "Cupid"            | 2023 | Zanybros                                        | 3:23    | [ 60 ] |
| "Cupid" (TwinVer.) | 2023 | Danny JY Lee                                    | 3:00    | [ 61 ] |
| "Starry Night"     | 2024 | Kwon Youngsoo (Studio Saccharin)                | 3:14    | [ 62 ] |
| "SOS"              | 2024 | Kang Mingyu (Gew)                               | 3:22    | [ 63 ] |
| "Gravity"          | 2024 | Aedia Studio                                    | 2:28    | [ 64 ] |

## Filmografia
| Ano           | Título        | Notas                             | Ref.   |
| ------------- | ------------- | --------------------------------- | ------ |
| 2022–2023     | Fifty Company | Estreou em 18 de Novembro de 2022 | [ 65 ] |
| 2024-presente | FiFTime       | Em andamento                      | [ 66 ] |

## Prêmios e indicações
| Cerimônia de premiação   | Ano  | Destinatário                    | Prêmio                 | Resultado |
| ------------------------ | ---- | ------------------------------- | ---------------------- | --------- |
| The Fact Music Awards    | 2023 | Melhor Canção de Verão          | "Cupid"                | Indicado  |
| MTV Europe Music Awards  | 2023 | Melhor K-pop                    | Fifty-Fifty            | Indicado  |
| MTV Video Music Awards   | 2023 | Melhor Vídeo de K-Pop           | "Cupid"                | Indicado  |
| MTV Video Music Awards   | 2023 | Melhor Grupo                    | Fifty-Fifty            | Indicado  |
| MTV Video Music Awards   | 2023 | Canção do Verão                 | "Cupid"                | Indicado  |
| Billboard Music Awards   | 2023 | Artista Duo/Grupo do Ano        | Fifty-Fifty            | Indicado  |
| Billboard Music Awards   | 2023 | Canção K-pop Global             | "Cupid"                | Indicado  |
| Golden Disc Awards       | 2024 | Melhor canção digital (Bonsang) | "Cupid"                | Indicado  |
| Golden Disc Awards       | 2024 | Rookie do Ano                   | Fifty-Fifty            | Venceu    |
| IHeartRadio Music Awards | 2024 | Canção de K-pop do Ano          | "Cupid (Twin Version)" | Venceu    |
| Seoul Music Awards       | 2024 | Descoberta do Ano               | Fifty-Fifty            | Venceu    |
| TikTok Awards 2024       | 2024 | Prêmio Popularidade             | Fifty-Fifty            | Venceu    |